# Fraunkäferln
Frauenkäferln, op. 99, är en vals av Johann Strauss den yngre. Den spelades första gången den 27 augusti 1851 i Wien.

## Historia
Den 20 augusti fanns följande notis att läsas i tidningen Der Wanderer: "På måndag, den 25 i denna månad, med anledning av bymarknaden i Hernals, kommer kapellmästare Strauss i Ungers Casino att för första gången framföra sin senaste vals 'Frauenkäferln', som en motsvarighet till sin mycket populära 'Johannis-Käferln'. Det råder ingen tvekan om att detta nöjesställe kommer att bli fullpackat denna dag tack vare Strauss stora popularitet. Vid samma tillfälle kommer även Strauss framföra en ny polka, 'Vöslauer-polka'". På grund av dåligt väder fick evenemanget skjutas upp till den 27 augusti och Der Wanderer recenserade konserten: "Kapellmästare Strauss välgörenhetsbal i går på Ungers Casino var så livlig och lyckad som aldrig förr. Trots det kyliga vädret hade en otroligt stor människomassa samlats i den stora trädgården och i salen, vilket åter igen måste ses som ett tecken på hur stor och bred Herr Strauss popularitet är. I salen pågick dansen till Strauss musik fram till tidig morgon, och applåderna var så stormande att huvuddelen av verken fick tas om. Hans senaste, mycket framgångsrika vals 'Die Frauenkäferln' [sic!] fick ett entusiastiskt mottagande".
Johann Strauss använde tillfället av Hernalser Kirchtages i augusti 1851, när Strauss-Kapelle uppträdde igen i Ungers Casino och spelade den för dansen för att presentera den förväntade valsen i Ländler-stilen så effektivt som möjligt. Han hade beslutat att skriva en motsvarighet till sin allmänt populära vals i Ländler-stilen "Johannis-Käferln" (Op 82, vol. 21) från sommaren 1850: han gav därför sitt nya verk titeln "Frauenkäferln". Huruvida han verkligen tänkte på en dikt av den populära poeten Anton Freiherr von Klesheim, som Max Schönherr gissade, kan vara oavgjort. I befolkningen i området kring Wien var namnet "Frauenkäferln" för nyckelpigor markerade med sju svarta prickar på sina röda vingarpar: Mary, Kristi mor, kallades "Vår fru". Det dåliga vädret i augusti 1851 gjorde det svårt för Strauss att presentera sitt nya verk för en glad och glad publik. På de två dagarna när Hernalser Kirchtag firades i Ungers Casino, regnade det i strömmar och så flyttade Strauss hans konsert, som också hölls till hans fördel, onsdagen den 27 augusti 1851. Kvällen gick sedan förbi men som Strauss hade önskat och talaren för "Wanderer" kunde rapportera att Strauss välgörenhetsboll hade visat sig vara så lysande i alla avseenden, som sällan liknande festivaler. "

## Om valsen
1924 använde den ryske koreografen Léonide Massine valstemat i sin balettpastisch Beau Danube (1924), där den kan höras då en grupp skådespelare delar ut program till förbipasserande i Pratern.
Valsens titel kan ha inspirerats av Anton von Klesheims dikt "Das Frauenkäferl" eller av August Silbersteins roman med samma namn. Naturen var en ständig källa av inspiration för familjen Strauss, såsom exemplet med den tidigare valsen Johannis-Käferln (1850) visar. Det är därför mer troligt att Strauss tog namnet från den lilla skalbaggen nyckelpigan. En bild av insekten pryder också omslaget till klaverutdraget av valsen.
Speltiden är ca 9 minuter och 43 sekunder plus minus några sekunder beroende på dirigentens musikaliska tolkning.

## Weblänkar
- Dynastin Strauss 1850 och 1851 med kommentarer om Frauenkäferln.
- Fraunkäferln i Naxos-utgåvan.